# Bommarito Automotive Group 500
Bommarito Automotive Group 500 (no Brasil: Grande Prêmio de Gateway) foi disputado no Gateway International Speedway. A prova teve sua primeira edição em 1997 na CART. A partir de 2001 a prova passou a ser disputada pela IRL, sendo disputada até 2003. Voltou a ser disputada em 2017, em um contrato previsto para 5 anos.

## Vencedores
| Ano                | Corrida           | Vencedor           | Equipa                         | Chassis           | Motor               | Distância         | Distância         | Duração           |
| Ano                | Corrida           | Vencedor           | Equipa                         | Chassis           | Motor               | Voltas            | km                | Duração           |
| CART World Series  | CART World Series | CART World Series  | CART World Series              | CART World Series | CART World Series   | CART World Series | CART World Series | CART World Series |
| ------------------ | ----------------- | ------------------ | ------------------------------ | ----------------- | ------------------- | ----------------- | ----------------- | ----------------- |
| 1997               | Motorola 300      | Paul Tracy         | Team Penske                    | Penske            | Mercedes-Benz-Ilmor | 236               | 482.249           | 2:37:54           |
| 1998               | Motorola 300      | Alex Zanardi       | Chip Ganassi Racing            | Reynard           | Honda               | 236               | 482.249           | 2:23:02           |
| 1999               | Motorola 300      | Michael Andretti   | Chip Ganassi Racing            | Swift             | Ford-Cosworth       | 236               | 482.249           | 2:25:35           |
| 2000               | Motorola 300      | Juan Pablo Montoya | Lola                           | Toyota            | Chip Ganassi Racing | 236               | 482.249           | 1:55:38           |
| Indy Racing League |                   |                    |                                |                   |                     |                   |                   |                   |
| 2001               | Gateway Indy 250  | Al Unser Jr.       | G-Force                        | Oldsmobile        | Kelley Racing       | 200               | 402.336           | 1:49:59           |
| 2002               | Gateway Indy 250  | Gil de Ferran      | Dallara                        | Chevrolet         | Penske Racing       | 200               | 402.336           | 1:44:23           |
| 2003               | Emerson Indy 250  | Helio Castroneves  | Dallara                        | Toyota            | Penske Racing       | 200               | 402.336           | 1:50:53           |
| 2004–2016          | Não realizado     | Não realizado      | Não realizado                  | Não realizado     | Não realizado       |                   |                   |                   |
| IndyCar Series     |                   |                    |                                |                   |                     |                   |                   |                   |
| 2017               | Bommarito AG 500  | Josef Newgarden    | Team Penske                    | Dallara           | Chevrolet           | 248               | 498.897           | 2:13:22           |
| 2018               | Bommarito AG 500  | Will Power         | Team Penske                    | Dallara           | Chevrolet           | 248               | 498.897           | 1:59:30           |
| 2019               | Bommarito AG 500  | Takuma Sato        | Rahal Letterman Lanigan Racing | Dallara           | Honda               | 248               | 498.897           | 2:15:53           |
| 2020               | Bommarito AG 500  | Scott Dixon        | Chip Ganassi Racing            | Dallara           | Honda               | 200               | 402.336           | 1:44:30           |
| 2020               | Bommarito AG 500  | Josef Newgarden    | Team Penske                    | Dallara           | Chevrolet           | 200               | 402.336           | 1:32:15           |
| 2021               | Bommarito AG 500  | Josef Newgarden    | Team Penske                    | Dallara           | Chevrolet           | 260               | 522.6             | 2:24:10           |
| 2022               | Bommarito AG 500  | Josef Newgarden    | Team Penske                    | Dallara           | Chevrolet           | 260               | 522.6             | 2:10:40           |
| 2023               | Bommarito AG 500  | Scott Dixon        | Chip Ganassi Racing            | Dallara           | Honda               | 260               | 522.6             | 2:10:09           |
| 2024               | Bommarito AG 500  |                    |                                |                   |                     | 260               | 522.6             |                   |